# 瑪麗亞·利奧波汀 (奧地利-埃斯特)
奧地利-埃斯特的瑪麗亞·利奧波汀（德語：Maria Leopoldine von Österreich-Este，1776年12月10日—1848年6月23日），巴伐利亞選侯夫人，奧地利-埃斯特大公斐迪南·卡爾的女兒。

## 家庭
1795年，18歲的瑪麗亞·利奧波汀與70歲的巴伐利亞選侯卡爾·特奧多爾結婚，兩人沒有子女。
卡爾·特奧多爾於1799年去世。1804年，瑪麗亞·利奧波汀與路德維希·馮·亞爾科（Ludwig von Arco）結婚，兩人共有2子1女：
1. 阿洛伊斯（德语：Aloys von Arco-Stepperg）（1808年—1891年）
2. 馬克西米利安（德语：Maximilian von Arco-Zinneberg）（1811年—1885年）
3. 卡羅琳（1814年—1815年），夭折